# Mjasojedov
Mjasojedov je priimek več oseb:
- Gregorij Gregorjevič Mjasojedov, ruski slikar
- Vjačelav Nikolajevič Mjasojedov, sovjetski general